# ドミートリー・ポジャールスキー

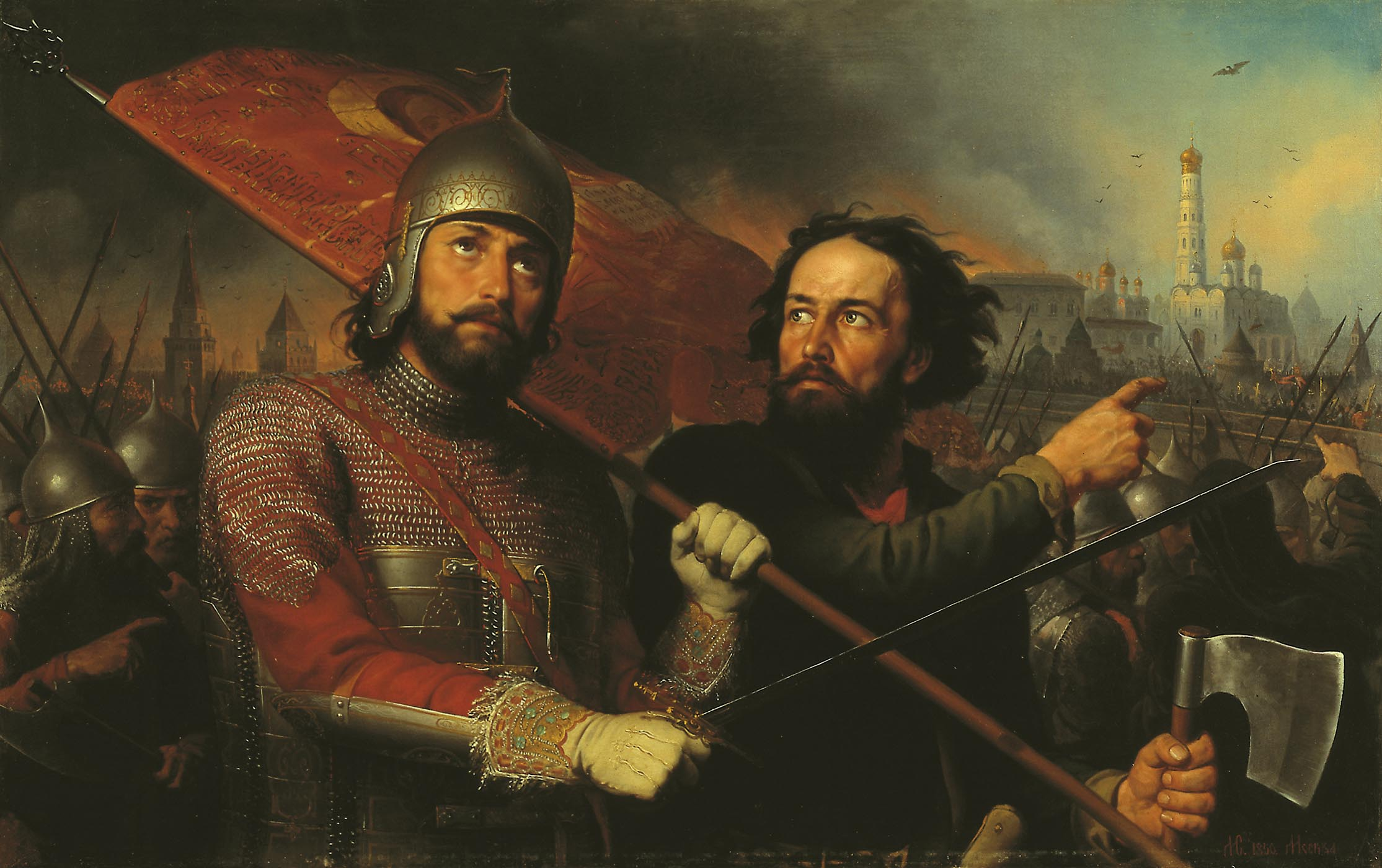
ドミートリー・ポジャールスキー（左）とクジマ・ミーニン（右）。19世紀、ミハイル・スコッティによる絵画。

ドミートリー・ミハイロヴィチ・ポジャールスキー (ロシア語: Дми́трий Миха́йлович Пожа́рский; IPA: [ˈdmʲitrʲɪj mʲɪˈxajləvʲɪtɕ pɐˈʐarskʲɪj][ˈdmʲitrʲɪj mʲɪˈxajləvʲɪtɕ pɐˈʐarskʲɪj]; ラテン文字転写例: Dmitry Mikhaylovich Pozharsky; 1577年10月11日 - 1642年4月30日)は、1611年から1612年にかけてポーランド・リトアニア共和国の侵攻によるロシア・ポーランド戦争においてロシア軍を率い、動乱時代に幕を降ろしたリューリク朝の公である。彼はその功績によりミハイル1世 (在位:1613-1645)から「祖国の救世主」というかつてない称号を授けられた。

## 前半生
ポジャールスキーはスーズダリ近郊のスタロドゥーブ・ナ・クリャージメを領する貴族の家に生まれた。15世紀に代々の領地が大火に遭ったため、ポジャールスキー（PozharskyのPozharはロシア語で大火を意味する）という家名を名乗っていた。興味深いことに、彼の母マリア・フョードロヴナ・ポジャールスカヤは、彼のちょうど200年後にロシアを窮地から救ったミハイル・クトゥーゾフの母と同様にベクレミシェフ家の出であった。
彼の家系にはこれといった業績もなく、ポジャールスキー自身についてもボリス・ゴドゥノフを選出した1598年のゼムスキー・ソボルに参加する以前の経歴は記録に残っていない。彼は4年後にストルニクになったことが分かっている。ゴドゥノフが1605年4月に急死した後の混乱の中で、1608年のコロムナ防衛戦に参加し、1609年のモスクワ包囲ではヴァシーリー4世を救出している。その後ボロトニコフのコサックをペコルカ川に送っている。1610年には偽ドミトリー2世の軍勢に対抗してザライスク防衛戦で指揮を執った。ボリス・ゴドゥノフの治世において、彼はロシアのエリートの間でかなりの影響力を持ち、王座に近い人物となっていた。

## 独立闘争

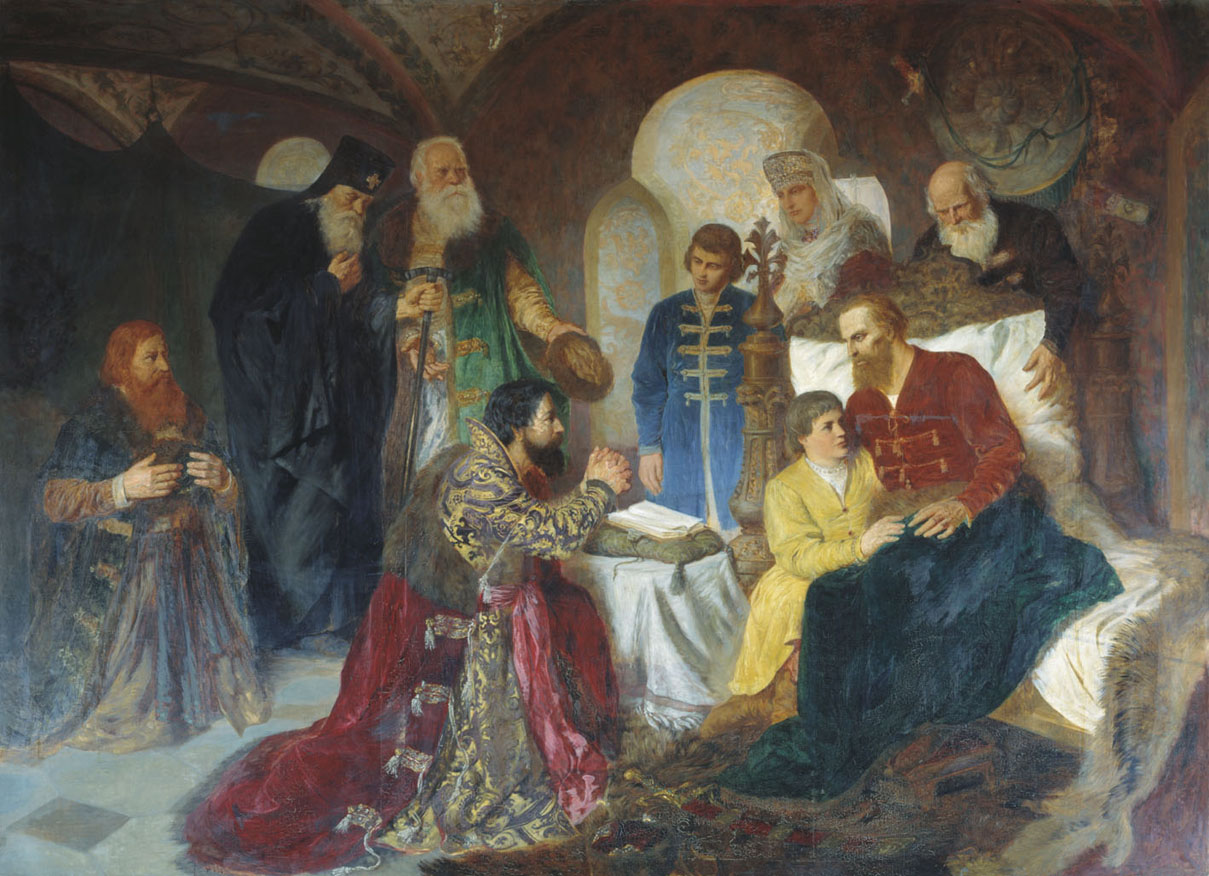
ポジャールスキーとモスクワから派遣された代表団。ウィルヘルム・コタルビンスキによる絵画（1882年）。

当時、ロシアに侵攻したポーランドからの迫害に対する大衆の怒りが高まっていた。プロコピー・リアプノフがリャザンで第一義勇軍を結成すると、ポジャールスキーは直ちに参加した。彼は最初のモスクワ蜂起で重要な役割を果たしたが、1611年3月19日にルビャンカ広場にあった自宅を守る際に負傷し、回復のため至聖三者聖セルギイ大修道院に運びこまれた。
1611年秋、スーズダリ近郊のプルツキーに相続した領地で療養していたポジャールスキーをハンガリー使節団が訪ね、ニジニ・ノヴゴロドに集結した第二義勇軍の指揮を執るよう求めた。彼はニジニ・ノヴゴロドの商人の代表であったクジマ・ミーニンの援助を受けることに同意した。
義勇軍の目的は明らかにポーランド軍をモスクワから放逐することであったが、ポジャールスキーとその分遣隊はまずヤロスラブリに向かって進軍した。そこで半年の間、拙速な行動を起こすのをためらっていた。敬虔な正教徒であったポジャールスキーは、モスクワに向かう前にロシアで最も神聖なイコンの一つ、カザンの生神女の前で熱心に祈った。それ以降も進軍は遅々としたもので、ロストフで宗教的な儀式を行い、スーズダリの先祖の墓に詣でるなどかなりの時間をかけていた。至聖三者聖セルギイ大修道院に到着するのに数ヶ月かかったので、早く進軍するよう督促されるほどだった。

### モスクワの戦い

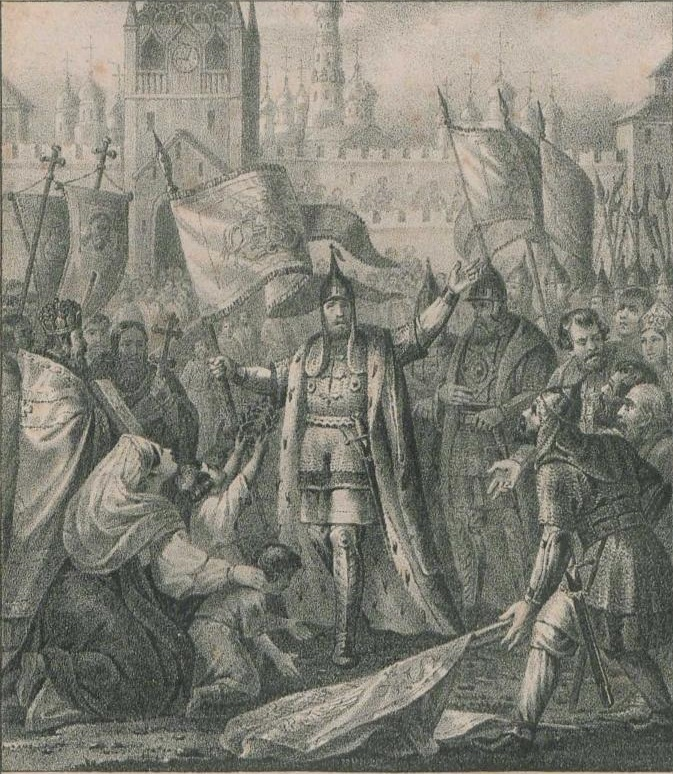
ポーランド兵の降伏。ボリス・チョリコフによる版画。

1612年8月18日、ヤン・カロル・ホトキェヴィチ率いるクレムリン守備隊のバリケードに補給物資が届いたのと時を同じくして、義勇軍がモスクワから5ベルスタのところに陣を張った 。その翌日にはポジャールスキーはモスクワのアルバート通り門に迫り、さらに二日後にはホトキェヴィチの部隊と遭遇して4日に渡って戦った。ポジャールスキーの副官ドミートリー・トルベツコイの多大な働きによりクレムリンに立てこもるポーランド軍の1/4が捕虜となった。その結果ポーランド軍は飢餓状態に陥り、10月には安全と人道的処遇を条件にポジャールスキーおよびトルベツコイに降伏するに至った。しかし、クレムリンを出たポーランド軍の大半は虐殺され、捕虜として生き残ったのはごくわずかな人数であった。

### 戦後
ポジャールスキーとトルベツコイは新しいツァーリがゼムスキー・ソボルによって選任されるまでモスクワ公国を統治した。ポジャールスキーは大貴族に叙され、トルベツコイは高い評価を受けた。動乱時代は終わったものの、小規模な反乱はその後もしばらく続いた。ポジャールスキーは1615年にリソフチツィと戦い、3年後にはヴワディスワフ4世に敗れたが、保守的な門地制の前ではこういった戦いで最善の指揮を執ることができなかった（門地制においては、家格が上位の者は家格が下位の者の命に服することを拒むことができたため、統制に限界があった）。彼は1628年から1630年にかけてノヴゴロドを統治し、1637年には予期されるクリミア・タタールの襲来に対してモスクワの防備を強化した。ポジャールスキーは最後には不運なスモレンスク戦争において副次的な役割に甘んじざるを得なかった。
平和が回復すると、ポジャールスキーはモスクワ公国において様々な栄典を授けられた。その他の地位としては1619年に輸送のプリカース、1621-1628年に警察のプリカース、1637年と1640-1642年にモスクワ判事のプリカースに任じられた。彼は1617年に英国大使と、1635年にはポーランド大使と交渉するためにツァーリに召喚された。ポジャールスキーはその功績に対してモスクワ周辺に広大な土地を与えられたが、ポジャールスキーはロシアの大きな国難の時期においてリトアニアとポーランドに対して収めた勝利を記念するために、それらの土地にいくつかの教会を寄進した。そういった宝形造の教会の1つがメドヴェドコヴォの郊外に残っている。その他、モスクワのカザン大聖堂は赤の広場の北東にあるが、これは1612年にモスクワ公国を救う戦いでポジャールスキーの軍勢が進軍してきた方角を示している。

## 遺産
ポジャールスキー家は、1672年に当時最も有名なロシアの指揮官であったユーリィ・ドルゴルーコフと結婚していた彼の孫娘が亡くなるとともに絶えてしまった。しかし、彼の記憶はその王冠の大部分を彼の剛勇と能力に負っていたロマノフ朝によって手厚い保護を受けた。ナポレオン戦争で愛国心が高揚していた時期には、赤の広場にミーニンとポジャールスキーを顕彰するブロンズの記念碑が建てられた。UEFA EURO 2012のロシア - ポーランド戦では、ロシアサポーターがポジャールスキーの画像で「これがロシアだ」と書いた巨大な横断幕を掲げた。

## ギャラリー

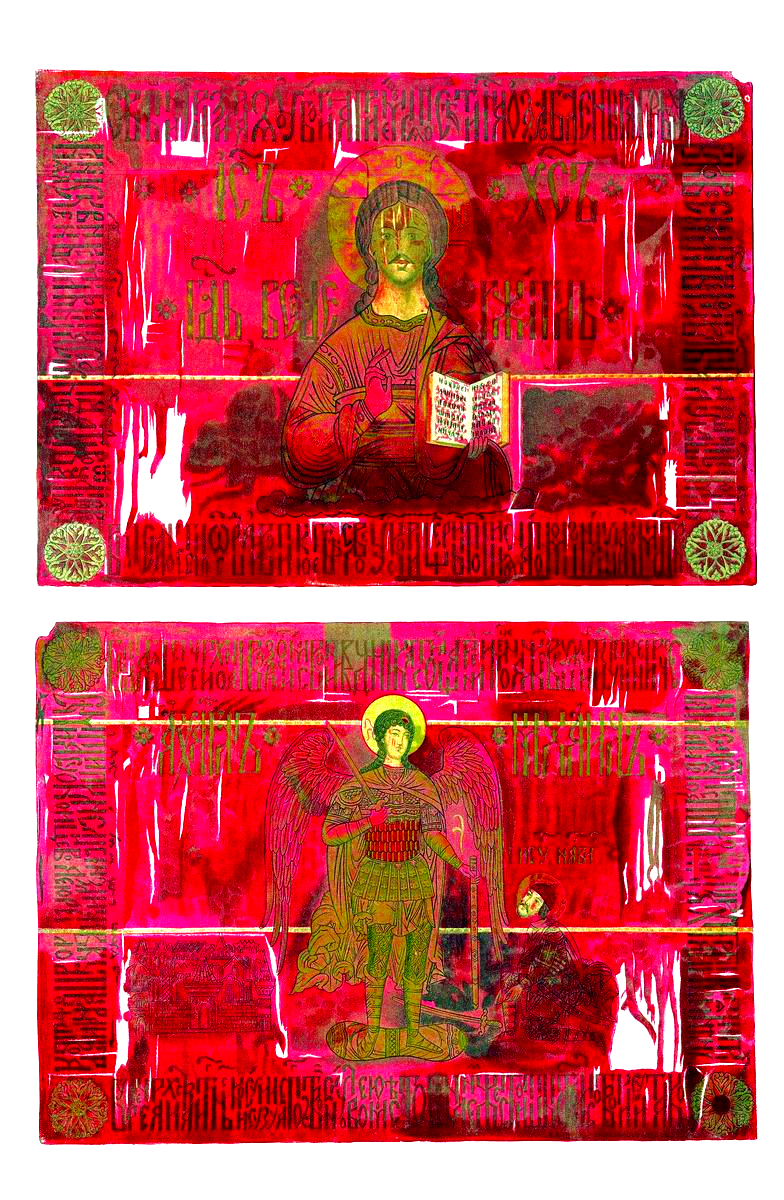
ポジャールスキーの戦旗。イエス・キリストと大天使ミカエルのイコンが特徴である
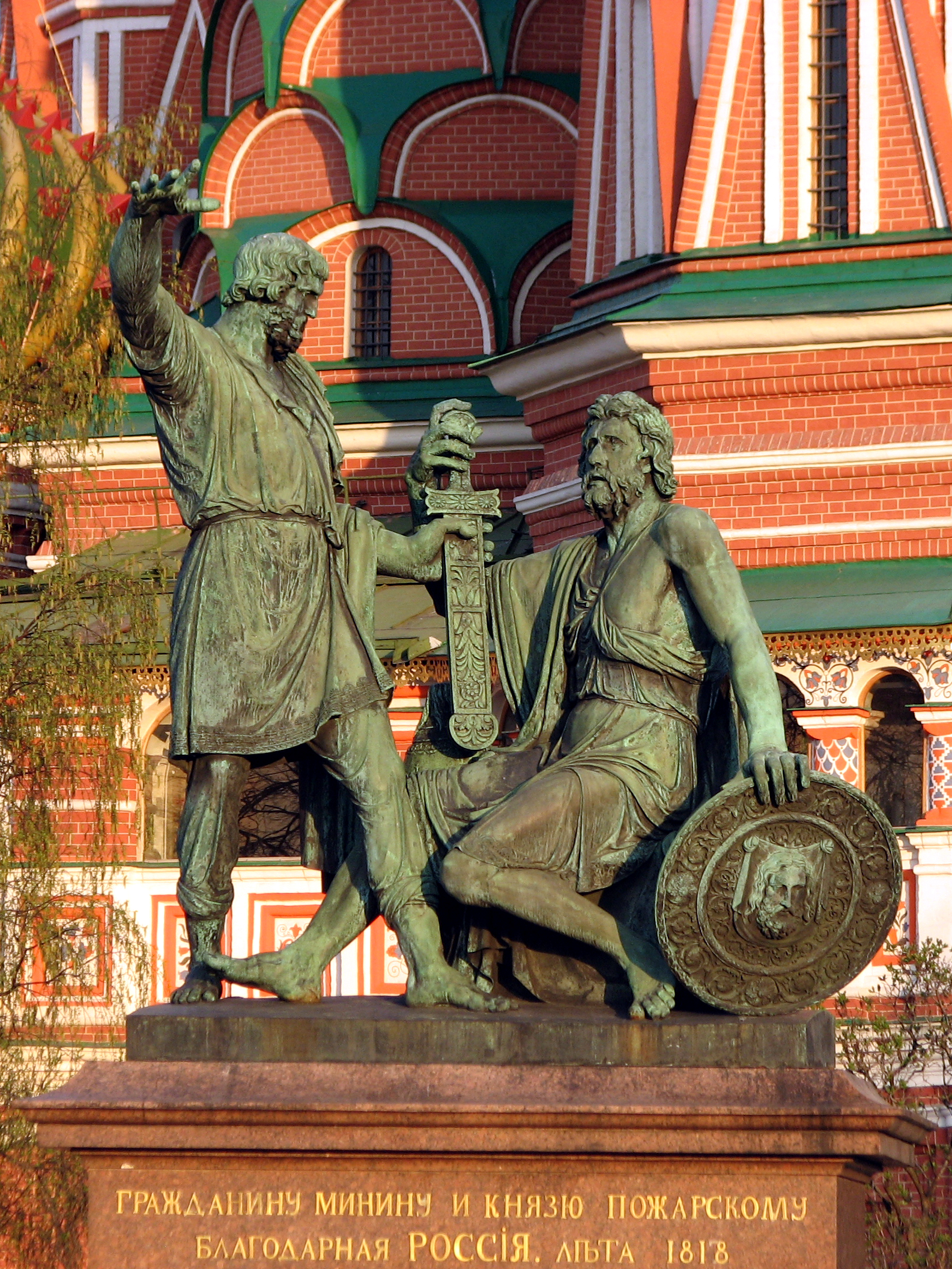
聖ワシリイ大聖堂前のポジャールスキーとミーニンの記念碑(1804-16)
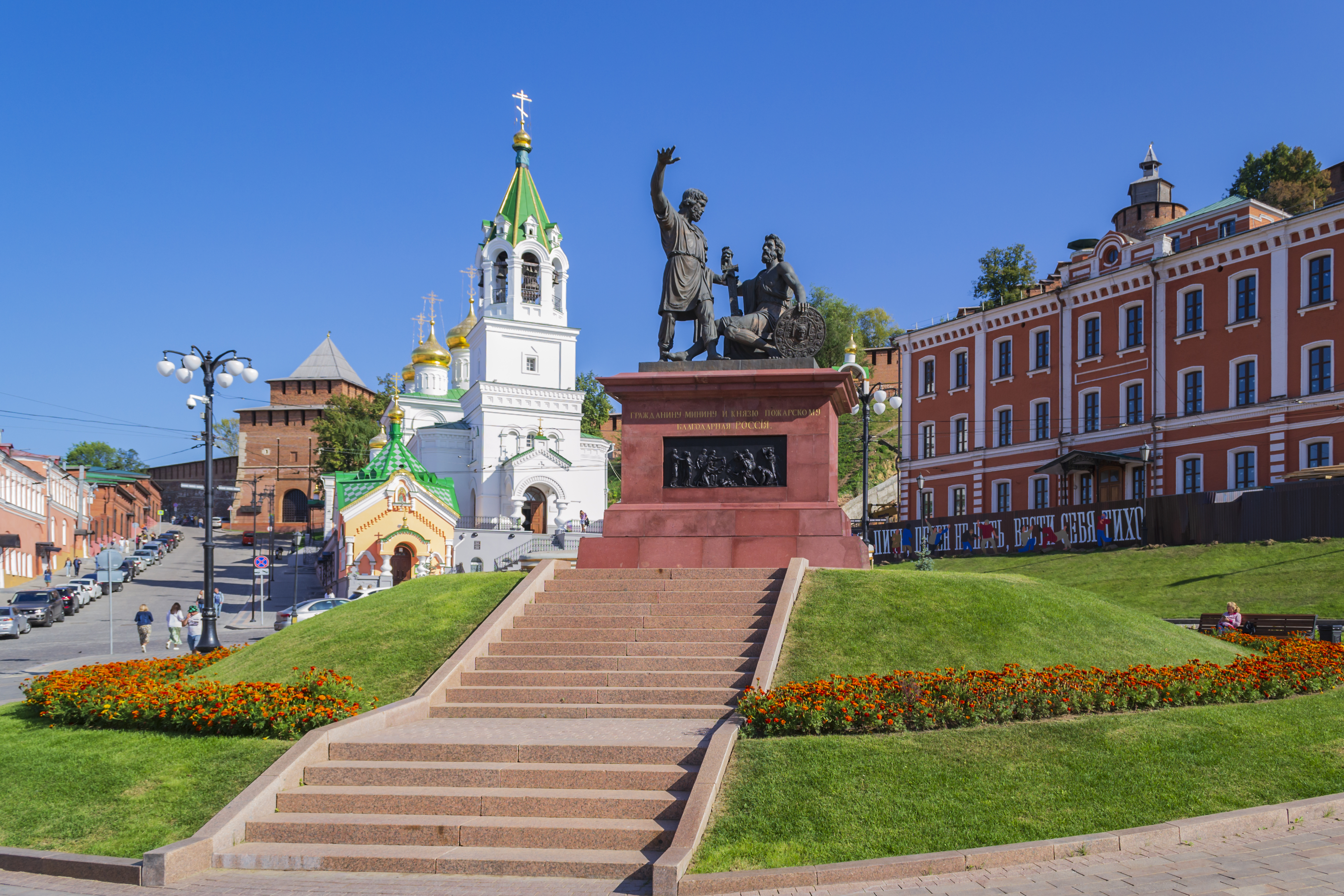
ニジニ・ノヴゴロドにある、赤の広場の記念碑のレプリカ
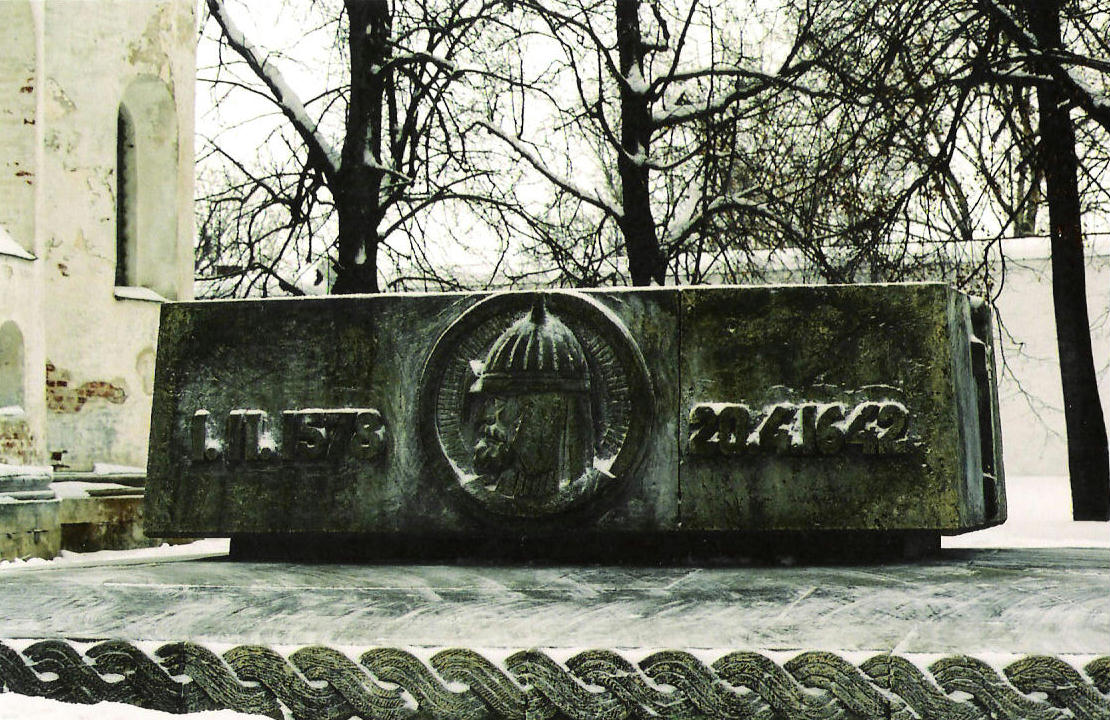
スーズダリの記念碑
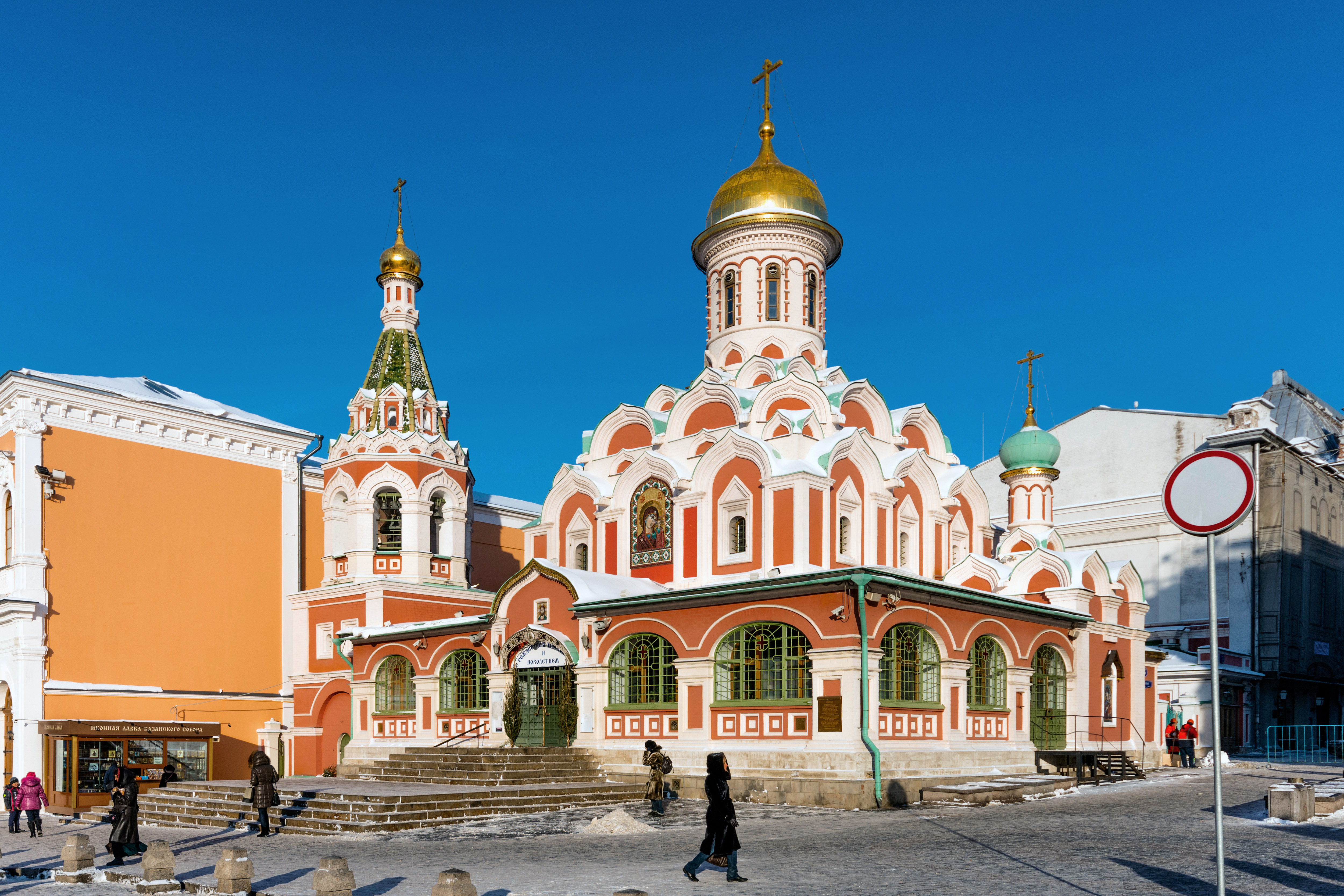
赤の広場にポジャールスキーが建立したカザン大聖堂

## その他の情報源
- （ロシア語） Koz'ma Zakharych Minin-the-withered-arm and Prince Dmitry Mikhaylovich Pozharsky, Nikolay Kostomarov, "Russian History in Biographies of its main figures".
- （ロシア語） The antique heroes of the Russian people's militia "Kommersant-Den'gi", November 5, 2002.